# Józef Kurylak
Józef Kurylak (ur. 20 maja 1942 w Komarowicach) – polski poeta i eseista, tajny współpracownik SB.

## Życiorys
Urodził się w Komarowicach pod Dobromilem, jako syn Leona i Zofii. Po zakończeniu II wojny światowej i zmianie granic państwowych został, wraz z rodziną i innymi Polakami, przymusowo wysiedlony z rodzinnych stron i zamieszkał w Przemyślu. Jego ojciec pracował w Miejskim Przedsiębiorstwie Gospodarki Komunalnej.
W 1963 roku rozpoczął studia na Wydziale Filologicznym Uniwersytetu Jagiellońskiego w Krakowie. Studiował tam polonistykę. W 1964 roku studia porzucił ze względu na stan zdrowia. Dwa lata później powrócił na polonistykę, rozpoczynając studia na Uniwersytecie Warszawskim. W okresie studiów niczym szczególnym się nie wyróżniał, nie interesowała go gramatyka historyczna języka polskiego, stronił od polityki, interesował się tylko poezją. Studia przerwał w roku 1975, mając zaliczone tylko trzy lata.
Wrócił do Przemyśla i pracował jako nauczyciel w szkole podstawowej w Hucisku Nienadowskim. W latach 1978–1985 pracował w Oddziale Wojewódzkim Stowarzyszenia PAX, a następnie w Archiwum Państwowym w Przemyślu.

## TW „X”
Ze względu na trudną sytuację materialną dał się zwerbować przez SB do współpracy i otrzymał pseudonim „X”. Werbunek został dokonany 27 sierpnia 1968 roku w Warszawie. Dostarczał informacje o nieformalnych grupach literackich. Przekazywane przez niego informacje miały niewielką wartość operacyjną, znaczna ich część miała charakter plotkarski, niektórymi nawet dezinformował bezpiekę. Ostatnie spotkanie TW „X” z oficerem prowadzącym miało miejsce w styczniu 1989 roku.
Agenturalna przeszłość Kurylaka została ujawniona w 2011 roku przez Bohdana Urbankowskiego.

## Poeta
Publikował wiersze stale od 1960 roku. W 1990 zadebiutował samodzielnym tomikiem poezji – Ziemskie prochy, za który został nagrodzony Nagrodą im. Kazimiery Iłłakowiczówny, przyznawanej najlepszemu debiutowi roku. W roku następnym wydał kolejny tomik Jasno ciemno, który w 1992 roku otrzymał nagrodę Polskiego Towarzystwa Wydawców Książek. Jego wiersze były publikowane w rozmaitych czasopismach.
Kurylak został członkiem SPP OW i polskiego PEN Clubu, znawcą twórczości i wydawcą tekstów Mieczysława Jastruna oraz Stanisława Grochowiaka. Przeciwnik poezji uprawianej przez Wisławę Szymborską.
Poeta Janusz Szuber napisał wiersz pt. Do Józefa Kurylaka, opublikowany w tomiku poezji pt. Z żółtego metalu z 2000 roku.
W swojej poezji wielokrotnie ustosunkowywał się do swojej przeszłości agenturalnej i oceniał ją surowo. W roku 2010 napisał:

Podziemia mojej natury – tajemne.

Możliwe, że czarna woda je wypełnia,

w której się pożerają potwory. Możliwe

że mieszkając w Weimarze w 1934 roku

byłbym wyznawcą mistyki Hitlera:

mam słabość do geniuszy mroku.

Natomiast w roku 2012, gdy jego przeszłość agenturalna była już znana, napisał:

Ciemna woda stawu

ciemna głębsza w nocy

wie kiedy umrę

Zna moją

przeszłość

ciemną jak ona.

## Dzieła
- Ziemskie prochy (1990)
- Jasno ciemno (1991)
- Kołatanie do bramy (1993)
- Góra duchów (1995)
- Dolina poetów nad Wiarem (1998)
- Zmierzch jest doktorem filozofii (2001)
- Tragedia zwierząt (2002)
- Wojna tajemnic (2002)
- Staw chorążego (2006)
- Chłop i poeta (2008) (jako dodatek do czasopisma 'Topos')
- Dziewczyna z uciętą głową (2010)
- Ciemna głęboka woda bez Boga (2013) – finał Nagrody Poetyckiej im. K.I. Gałczyńskiego „Orfeusz” 2014[14]
- Thau (2018) - nominacja do Nagrody Poetyckiej im. K.I. Gałczyńskiego „Orfeusz” 2019[15]